# Брабант (остров)
Брабант (англ. Brabant Island) — второй крупнейший остров в архипелаге Палмер.
Расположен вблизи западного побережья Антарктического полуострова, между островами Анверс и Льеж. Составляет примерно 53 км в длину и 25 км в ширину. Площадь острова — 976,8 км². Самая высокая точка Брабанта — гора Парри, высота которой составляет 2520 м над уровнем моря.
Остров был назван членами Бельгийской антарктической экспедиции (1897—1899) под руководством Андриена де Жерлажа в честь бельгийской провинции Брабант, в знак признания поддержки, оказанной экспедиции её жителями. Документ, обобщающий материалы Экспедиции объединённых служб (1984—1985) описывает остров как «общеизвестно негостеприимный» и утверждает, что имеется только шесть доказанных посещений Брабанта со времён его открытия в 1898 году и по 1984 год. Участники экспедиции остались здесь на зимовку и совершили первое восхождение на гору Пэрри.

## Карты
- Antarctic Digital Database (ADD). Scale 1:250000 topographic map of Antarctica. Scientific Committee on Antarctic Research (SCAR), 1993—2016.
- British Antarctic Territory. Архивировано из оригинала 9 декабря 2014 года. Scale 1:200000 topographic map. DOS 610 Series, Sheet W 64 62. Directorate of Overseas Surveys, Tolworth, UK, 1980.
- Brabant Island to Argentine Islands. Архивировано из оригинала 18 июня 2015 года. Scale 1:250000 topographic map. British Antarctic Survey, 2008.